# S/2020 S 1
S/2020 S 1 est un satellite naturel de Saturne. Il a été découvert par Scott S. Sheppard, David Jewitt, Jan Kleyna, Edward Ashton, Brett James Gladman, Jean-Marc Petit et Mike Alexandersen. Ses caractéristiques sont basées sur des observations effectuées depuis l'observatoire Canada-France-Hawaï entre 2004 et 2021.
Sa découverte a été annoncée le 3 mai 2023 dans la Minor Planet Electronic Circular 2023-J21.

## Caractéristiques
Ce satellite mesure 2 km de diamètre.
Son orbite est caractérisée par un demi-grand axe de 11 370 000 km, une excentricité de 0.462 et une inclinaison de 47.01°.
Il fait partie du groupe inuit.